# قضیه اساسی حسابان

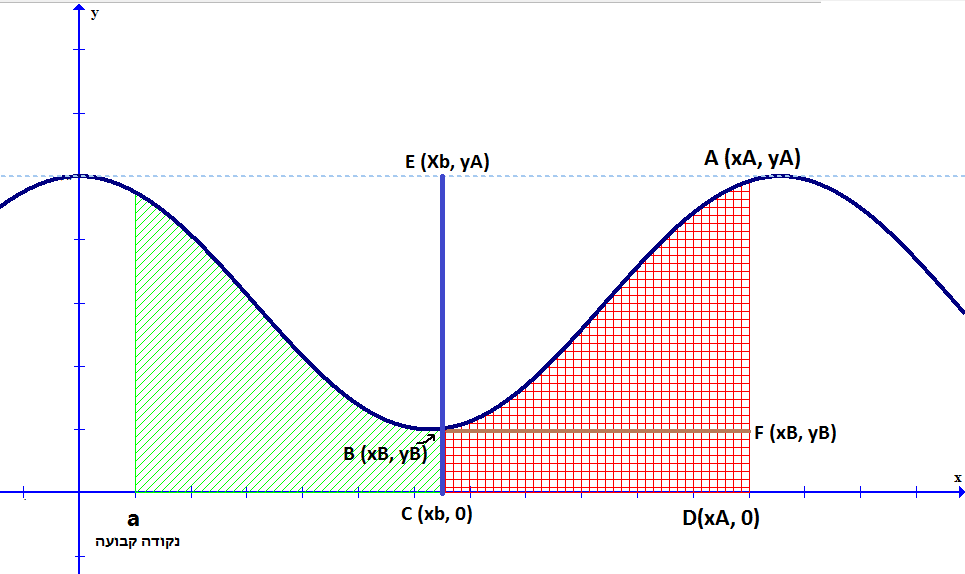
نمودار قضیه اساسی حسابان

قضیهٔ اساسی حساب دیفرانسیل و انتگرال (حسابان)، همان‌طور که از نامش مشخص است، از مهم‌ترین قضایای حساب دیفرانسیل و انتگرال است که رابطه‌ای میان انتگرال معین و نامعین به‌ وجود می‌آورد و همچنین روشی برای محاسبهٔ دقیق انتگرال معین یک تابع ارائه می‌دهد.
این قضیه دارای دو بخش است. بخش اول را قضیهٔ اساسی اول حساب دیفرانسیل و انتگرال (حسابان) می‌گویند که رابطه‌ای میان انتگرال معین و نامعین برقرار می‌کند و قضیهٔ دوم را قضیهٔ اساسی دوم حساب دیفرانسیل و انتگرال می‌نامند که روشی برای محاسبهٔ انتگرال نامعین ارائه می‌دهد. البته در برخی منابع به قسمت اول قضیهٔ اساسی حساب دیفرانسیل و انتگرال گفته می‌شود و قسمت دوم (قضیهٔ اساسی دوم حساب دیفرانسیل و انتگرال) را بعنوان نتیجه‌ای از قضیهٔ اول بیان می‌کنند. ما در اینجا از مورد اول پیروی می‌کنیم و هر یک را جداگانه بررسی می‌کنیم.

## تاریخچه
صورت ضعیف‌تری از قضیه و اثبات آن نخستین بار توسط جیمز جرجی (۱۶۷۵–۱۶۳۸) منتشر شد. سپس نسخهٔ جامع‌تری از قضیه توسط آیزاک بارو (۱۶۳۰–۱۶۷۷) اثبات شد. پس از او دانشجوی او ایزاک نیوتن (۱۷۲۷–۱۶۴۳) آن را تا حد یک نظریهٔ جامع ریاضی توسعه داد و همزمان با او گوتفرید لایبنیتس (۱۷۱۶–۱۶۴۶) با نظام‌مند کردن آن دانش برای مقادیر بسیار کوچک، آن را به صورت نظریه‌ای که امروز می‌شناسیم ارائه کرد.

## قضایای اساسی حساب دیفرانسیل و انتگرال
همان‌طور که اشاره شد، این قضیه دارای دو بخش است که هر یک را جداگانه بیان و اثبات می‌شوند.

### قضیه اساسی اول حساب دیفرانسیل و انتگرال
فرض کنید f تابعی پیوسته در بازه بسته [a,b] باشد. در این صورت تابع (F(x برای هر x در این بازه که به صورت:
{\displaystyle F(x)=\int _{a}^{x}f(t)\,dt}
تعریف می‌شود یک پادمشتق f است، یعنی:
{\displaystyle F'(x)=f(x)}
به این ترتیب رابطه‌ای بین انتگرال معین و نامعین یک تابع وجود دارد. هر پادمشتق یک تابع در هر نقطه به صورت یک انتگرال معین قابل بیان است.

#### برهان
برای اثبات قضیه نشان می‌دهیم که مشتق (F(x در بازه [a,b] برابر (f(x است. برای هر x متعلق به بازه
[a,b] داریم:
{\displaystyle F(x+\Delta x)-F(x)=\int _{a}^{x+\Delta x}f(t)\,dt-\int _{a}^{x}f(t)\,dt}
{\displaystyle =\int _{a}^{x}f(t)\,dt+\int _{x}^{x+\Delta x}f(t)\,dt-\int _{a}^{x}f(t)\,dt=\int _{x}^{x+\Delta x}f(t)\,dt}
پس:
{\displaystyle F'(x)=\lim _{\Delta x\to 0}{\frac {F(x+\Delta x)-F(x)}{\Delta x}}=\lim _{\Delta x\to 0}{\frac {\int _{x}^{x+\Delta x}f(t)\,dt}{\Delta x}}\qquad (1)}
حال چون f در بازه [x,x+Δx] پیوسته‌است بنابر قضیه مقدار میانگین برای انتگرال‌ها، به ازای [c∈[x,x+Δx داریم:
{\displaystyle \int _{x}^{x+\Delta x}f(t)\,dt=f(c)\Delta x}
با توجه به این مطالب (۱) را می‌توان به این صورت نوشت:
{\displaystyle F'(x)=\lim _{\Delta x\to 0}{\frac {f(c)\Delta x}{\Delta x}}=\lim _{\Delta x\to 0}f(c)}
اما {\displaystyle x\leq c\leq x+\Delta x} و وقتی که {\displaystyle \Delta x\to 0} بنابر قضیه فشردگی، {\displaystyle c\to x} پس عبارت فوق را می‌توان به صورت زیر بازنویسی کرد:
{\displaystyle F'(x)=\lim _{\Delta x\to 0}f(c)=\lim _{c\to x}f(c)}
اما چون f تابعی پیوسته است پس {\displaystyle \lim _{c\to x}f(c)=f(x)} ولذا {\displaystyle F'(x)=f(x)} و برهان کامل است.∎
به عنوان مثال اگر {\displaystyle F(x)=\int _{a}^{x}\sin(t)\,dt} آنگاه:
{\displaystyle F'(x)=\sin x}
همچنین اگر u تابعی از x باشد و {\displaystyle F(x)=\int _{a}^{u(x)}f(t)\,dt} و در این صورت:
{\displaystyle F'(x)=u'(x)f(x)}
و به‌طور کلی‌تر اگر u و v توابعی از x باشند و {\displaystyle F(x)=\int _{v(x)}^{u(x)}f(t)\,dt} در این صورت:
{\displaystyle F'(x)=u'(x)f(u(x))-v'(x)f(v(x))}

### قضیه اساسی دوم حساب دیفرانسیل و انتگرال
این قضیه را می‌توان نتیجه‌ای از قضیه اساسی اول دانست. اگر f تابعی پیوسته در بازه بسته [a,b] باشد و F یک پادمشتق f در این بازه باشد در این صورت:
{\displaystyle \int _{a}^{b}f(x)\,dx=F(b)-F(a)}
وضوحاً این قضیه روشی سودمند برای محاسبه انتگرال معین یک تابع در یک بازه توصیه می‌کند که البته همواره کارساز نیست چون همواره برای همه توابع نمی‌توان یک پادمشتق پیدا کرد.

#### برهان اول
برای اثبات فرض می‌کنیم {\displaystyle G(x)=\int _{a}^{x}f(t)\,dt} در این صورت بنابر قضیه اول حساب دیفرانسیل و انتگرال (G(x یک پادمشتق fدر بازه [a,b] است پس {\displaystyle G(x)=F(x)+C} اما:
{\displaystyle G(a)=F(a)+C=\int _{a}^{a}f(t)\,dt=0}
{\displaystyle G(b)=F(b)+C=\int _{a}^{b}f(t)\,dt}
پس:
{\displaystyle F(b)-F(a)=\int _{a}^{b}f(t)\,dt}
و برهان قضیه تمام است.∎
حال اثباتی دیگر از این قضیه ارائه می‌دهیم که از قضیه اساسی اول مستقل است و بر پایه انتگرال ریمان بنا شده‌است.

#### برهان دوم
فرض کنید f تابعی پیوسته در بازه [a,b] باشد و F یک پادمشتق f در این بازه باشد. بازه [a,b] را به n زیربازه با نقاط افراز:
{\displaystyle a=x_{0}<x_{1}<x_{2}<...<x_{n-1}<x_{n}=b}
تقسیم می‌کنیم. در این صورت:
{\displaystyle F(b)-F(a)=\sum _{i=1}^{n}F(x_{i})-F(x_{i-1})}
اگر برای هر i بین یک و n طول زیربازه n ام یعنی [xi-1,xi]را با {\displaystyle \Delta x_{i}} نشان دهیم، داریم:
{\displaystyle F(b)-F(a)=\sum _{i=1}^{n}{\frac {F(x_{i})-F(x_{i-1})}{\Delta x_{i}}}\Delta x_{i}\qquad \ (1)}
اما پادمشتق f یعنی F در سراسر بازه [a,b] به‌خصوص در هر زیربازه این بازه پیوسته‌است (توجه داشته باشید دلیل این امر در خود تعریف پادمشتق نهفته‌است. پادمشتق در سراسر این بازه مشتق‌پذیر است و لذا پیوسته‌است) پس با به‌کارگیری قضیه مقدار میانگین برای توابع پیوسته در هر زیرباره [xi-1,xi] نقطه‌ای چون ci در این بازه وجود دارد که:
{\displaystyle F'(c_{i})=f(c_{i})={\frac {F(x_{i})-F(x_{i-1})}{\Delta x_{i}}}}
پس از (۱) داریم:
{\displaystyle F(b)-F(a)=\sum _{i=1}^{n}f(c_{i})\Delta x_{i}}
حال نُرم دلتا {\displaystyle \|\Delta \|} را به عنوان طول طویل‌ترین زیربازه در نظر می‌گیریم یعنی:
{\displaystyle \|\Delta \|={\mbox{max}}\{\Delta x_{1},\Delta x_{2},...,\Delta x_{n}\}}
پس بنابر قضیه وجود انتگرال ریمان چون f پیوسته است، داریم:
{\displaystyle \lim _{\|\Delta \|\to 0}F(b)-F(a)=\lim _{\|\Delta \|\to 0}\sum _{i=1}^{n}f(c_{i})\Delta x_{i}=\int _{a}^{b}f(x)\,dx}
پس: {\displaystyle F(b)-F(a)=\int _{a}^{b}f(x)\,dx} و برهان کامل می‌شود.∎
به عنوان مثال می‌خواهیم {\displaystyle \int _{2}^{5}x^{2}\,dx} را محاسبه کنیم. می‌دانیم که {\displaystyle \int x^{2}\,dx={\frac {x^{3}}{3}}+C=F(x)} پس:
{\displaystyle \int _{2}^{5}x^{2}\,dx=F(5)-F(2)=({\frac {5^{3}}{3}})-({\frac {2^{3}}{3}})=39}